# María Teresa Ruiz
Maria Teresa Ruiz (nascida em 24 de setembro de 1946) é uma astrônoma chilena. Ela foi a primeira mulher a receber o Prêmio Nacional de Ciências Exatas do Chile. 

## Biografia
Ruiz nasceu em Santiago do Chile em 1946. Ela foi a primeira mulher a estudar astronomia na Universidade do Chile, a primeira cientista do sexo feminino a receber um PhD em astrofísica na Universidade de Princeton, e em 1997 tornou-se a primeira mulher a receber o Prêmio Nacional de Ciências Exatas de seu país. Além disso, ela recebeu uma posição de pós-doutorado no Observatório Tiestre, Ruiz trabalhou por dois anos na UNAM, o Instituto de Astronomia no México.
Ruiz fez uma pesquisa em Trieste, no México e em Nova York antes de ganhar uma bolsa Guggenheim. Ela descobriu Kelu 1, uma anã marrom.
Em maio de 2016, ela é membro da Academia de Ciências do Chile e professora da Universidade do Chile, onde leciona astronomia. Ela também é membro do Centro de Astrofísica CATA (Centro de Astrofísica CATA).

## Prêmios
- Presidente em Ciência, 1996
- Medalha do Chanceler, Universidade do Chile, 1996
- Prêmio Nacional de Ciências, 1997
- Medalha do Chanceler, Universidade do Chile, 1998
- Membro da Academia de Ciências desde 1998
- Prêmio Mérito Labarca, 2000
- Prêmios L'Oréal-UNESCO para Mulheres na Ciência, 2017.
- É uma das 100 Mulheres da lista da BBC de 2017.[3]